# Ронсон (компанія)
Ронсон (Ronson Consumer Products Corporation) - компанія, що була заснована в Сомерсеті, Нью-Джерсі, США як виробництво запальничок.
На даний момент є у власності компанії Zippo в США, Канаді та в Мексиці і продовжує виробляти запальнички Ронсон та паливо Ронсонол.
Компанія Ronson International Limited, що розташована в Нортгемптоні, Англія, володіє брендом Ронсон у решті всього світу.

## Історія

### The Art Metal Works
Компанія Ронсон була заснована під назвою The Art Metal Works в 1897 та зареєстрована 20 липня 1898, Максом Гехтом, Льюїсом Вінсентом Аронсоном та Леопольдом Ґерціґом, в Ньюарку.
Льюїс В. Аронсон був креативною ведучою силою компанії, що, з деякими корективами, враховуючи бізнес-вказівки Александра Гарріса в ролі бізнес менеджера, незабаром допомогло компанії здобути всесвітню славу.
Всі стверджують, що Льюїс Аронсон був обдарованим чоловіком, і ще в віці 16 років заснував в батьківському домі прибуткову майстерню. Після того, Аронсон отримав патент на комерційно цінний процес металообробки, який він винайшов по досягненню 24-річного віку. Його експерименти, які він проводив з ранньої молодості, дали результат у 1893 році, коли йому вдалось винайти процес електричного виробництва білої жерсті. Більшість грошей витрачались на вдосконалення процесу, що мало надзвичайний вплив для цілої індустрії. Зберігаючи право на користування, він продав половину прав патенту, і пізніше витратив половину зиску для відкриття компанії the Art Metal Works в Ньюарку. Згодом компанія стала виробляти різноманіття високо-якісних ламп, підставок для підтримки книжок, статуеток та інших елементів декору, які можна зустріти на колекціонерських ринках.

#### Лампи, чорнильниці, фігурки декору та безпечні сірники
В 1910-х The Art Metal Works виробляла високої якості фігурки для декору капотів автомобілів, через що здобула репутацію надійного постачальника.

### 1970ті: Занепад
Впродовж 1970х, Ронсон зазнала тиску конкурентів у сфері на ринках в США та Великій Британії. Основна компанія вже ніколи не ставала прибутковою, і різні підрозділи Ронсон відокремились як незалежні компанії або були продані конкурентам.

## Сьогодні
В Північній Америці, Zippo продовжує підтримувати ідентичність марки Ронсон, магазинів запальничок "RONSON" та палива "RONSONOL" в США, Канаді та Мексиці.
Компанія Ronson International Limited, зареєстрована в Нортгемптоні, Британії, продає лімітовані серії брендових запальничок з логотипом Ронсон на міжнародному ринку (за винятком Австралії, Канади, Японії та США).

## Визначні моделі
Смерч (англ. Whirlwind)

Вперше з'явилась в 1941, ця запальничка була ледь більша ніж запальничка тих часів "Стандарт", і обладнана захистом від вітру, що відкривається огортаючи гніт запальнички, що забезпечує додатковий захист у вітряних середовищах. Модель була популярна під час Другої світової Війни, водночас з моделлю "Стандарт", помальована в чорний колір.
Кадет (англ. Cadet lighter)

Подовгаста срібна квадратна запальничка "Кадет" випускалась у трьох варіантах, виключно в Англії в 1959. Одна з версій "Кадету" навіть була обладнана захистом від вітру. Так як і "Кадет", запальничка "Кадет Міні" випускалась  в 1959 виключно в Англії. В цьому короткого варіанту запальнички "Кадет" існувала у чотирьох різних формах.